# Giovani dos Santos
Giovani Álex dos Santos Ramírez (Ciudad de México, 11 de mayo de 1989) es un futbolista mexicano; hijo de padre brasileño y madre mexicana, naturalizado español. Jugaba como mediapunta, segundo delantero y como extremo. Medallista olímpico de oro en Londres 2012 y campeón mundial con la selección mexicana sub-17 en Perú 2005.

## Trayectoria

### Comienzos
La selección mexicana sub-12 participó en la Copa de Naciones, celebrado en el Parque de los Príncipes en París, Francia en el año 2001 en el que observadores del Barcelona les llamó la atención la estrella mexicana, por su gran actuación, al ser distinguido con el Botín de Oro por parte de la FIFA como el mejor jugador en el Mundial sub-12, por lo que lo ficharon para formar parte de las secciones juveniles del club. Ha conseguido también sumarse otro logro a su casillero particular, al conseguir el título de liga con el Juvenil A, en el que fue el máximo goleador de la liga con 7 tantos. Después de dos años en la cantera azulgrana, pasó a formar parte de la plantilla 2007-08 del primer equipo. El 29 de agosto de 2007 obtuvo la nacionalidad española, para así no ocupar plaza de extracomunitario.

### F. C. Barcelona
Estuvo en las filiales del Barcelona desde la edad de 12 años. El 28 de julio del 2006, Giovani dos Santos debuta con el Primer equipo, contra Aarhus G. F. equipo que juega en la Primera División de Dinamarca donde además debutó como goleador al minuto 19, al internarse por la diestra, se metió en el área y fusiló al portero local Rasmussen tras regatear a dos contrarios, marcando el 0-1 parcial. El encuentro terminaría 0-3 a favor del Barcelona.
El 2 de septiembre del 2007, debuta oficialmente en la Primera División ante el Athletic Club, en el que entró de cambio de Thierry Henry al minuto 61. El 19 de septiembre de 2007, debuta en la Liga de Campeones de la UEFA ante el Olympique de Lyon, reemplazando a Xavi en el minuto 78. El 12 de diciembre de 2007, anotó ante el VfB Stuttgart en el triunfo de su equipo 3-1 en la Liga de Campeones de la UEFA. En la liga, El 17 de mayo de 2008 marcó un triplete ante el Real Murcia en un partido en la liga. En este mismo partido hizo historia al marcar el gol 60,000 de La Liga. En la temporada 2007-08, anotando un gol en la Liga de Campeones de la UEFA y otros tres en la liga española.

### Tottenham Hotspur F. C.
El 4 de junio de 2008 se hace oficial su traspaso al Tottenham Hotspur Football Club de la Premier League de Inglaterra. El precio de la operación es de 6 millones de euros iniciales más 5 millones de euros fue la erogación del club londinense durante los 5 años de contrato.
El 16 de agosto del 2008 debuta oficialmente con el Tottenham Hotspur en la Premier League ante el Middlesbrough. El encuentro terminó 2-1 a favor de Middlesbrough.
Fue incluido en la revista "Don Balón" entre los mejores jóvenes talentos del fútbol mundial. El 18 de agosto del 2008 juega en la Liga Europa ante el Wisła Cracovia, saliendo al minuto 70', el partido finalizó 2-1 en favor del Tottenham.
El 26 de febrero de 2009 anotó en la Copa de la UEFA ante el Shajtar Donetsk al minuto 55'. El partido finalizó con un marcador 1-1, pero en global 3-1 favor del Shajtar Donetsk, dejando eliminado al Tottenham.

### Ipswich Town F. C.
El 13 de marzo de 2009, fue cedido al Ipswich Town Football Club de la Football League Championship de Inglaterra. El 17 de marzo de 2009 se estrena como goleador en un partido contra el Burnley F. C., al anotar al minuto 72, El partido terminó en un empate a 1-1. Anotó 4 goles en 8 partidos, siendo uno de los jugadores favoritos de la afición. Regresó al Tottenham Hotspur en mayo de 2009.

### Galatasaray S. K.
En el 2010 fue cedido al Galatasaray Spor Kulübü, de la Superliga de Turquía y su entrenador era Frank Rijkaard, quien lo hizo debutar con el F. C. Barcelona en el año 2007.
Con el fin de contar con más minutos para tener un buen nivel de cara a estar en la Copa Mundial de Fútbol 2010 que se celebraría en Sudáfrica.
Por su paso en el Galatasaray S. K. no anotó ningún gol, pero el propósito se iba cumpliendo ya que día a día retomaba su nivel y fue una pieza importante en la liga con el equipo turco ya que doto muchas asistencias de gol.

### Racing de Santander
El 31 de enero de 2011 el Racing de Santander consigue la cesión de Giovani hasta final de temporada con una opción de compra de siete millones de libras esterlinas (más de 11 millones de euros) por los dos años que le resta de su contrato con el Tottenham Hotspur, su primer gol con el equipo cántabro fue el 27 de febrero frente al Villarreal, quedando el partido 2-2. Giovani consiguió su primer doblete en la Primera División Española, y con esto el Racing de Santander consiguió su permanencia en la Primera División española virtualmente, logro en el que el mexicano tuvo un papel destacado.

### R. C. D. Mallorca

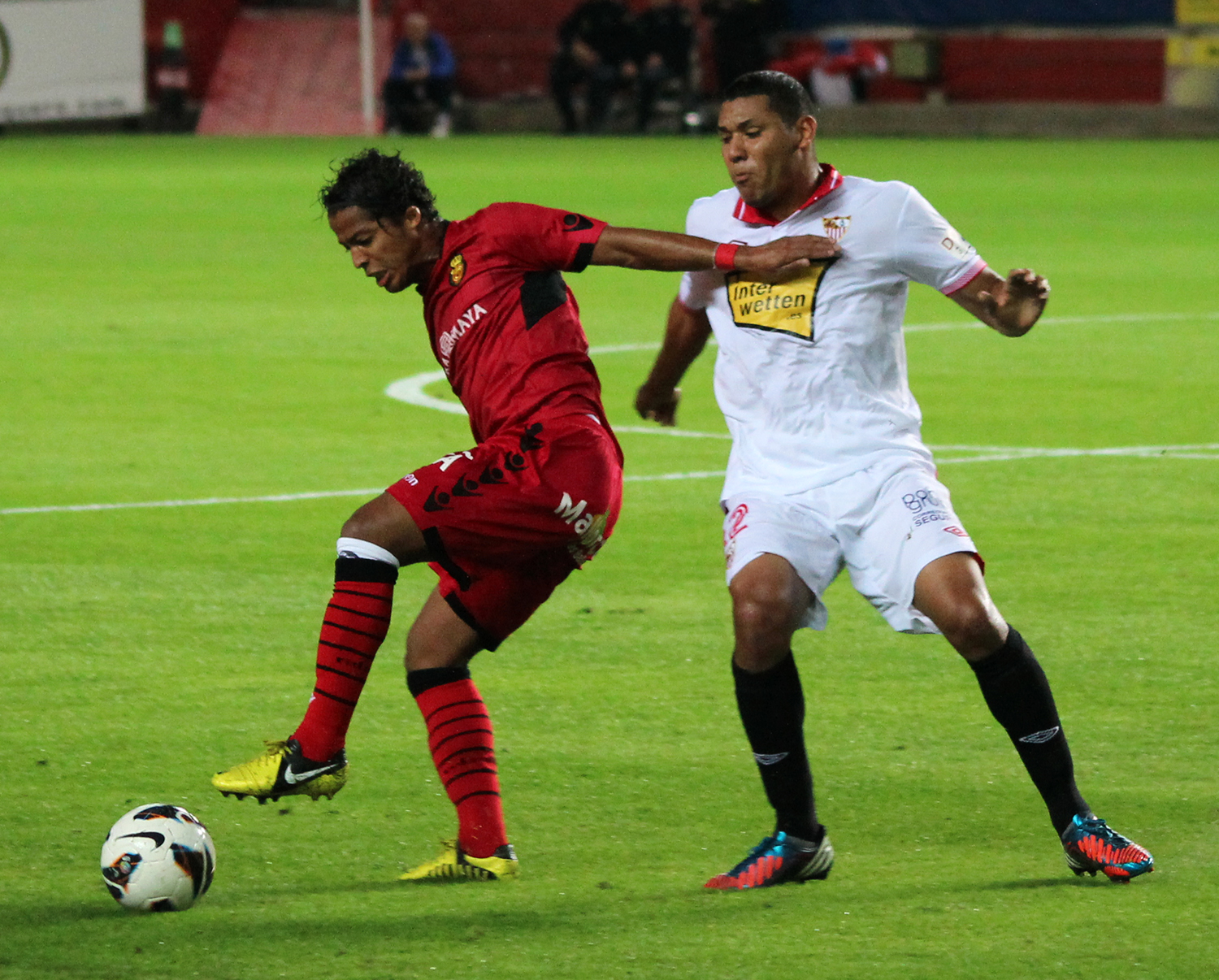
Gio en el R. C. D. Mallorca.

El 31 de agosto de 2012 el R. C. D Mallorca anunciaba la contratación del mexicano Giovani dos Santos en el último día del periodo estival de contrataciones.
Tras varias semanas de recuperación por una rotura muscular y posterior recaída, Giovani debuta con el Mallorca el 22 de octubre en el Sánchez-Pizjuán. Lo hace de titular y pese a la derrota del equipo el mexicano deja un buen sabor de boca gracias a las dos asistencias de gol que completa en apenas 50 minutos.
El 1 de junio de 2013, en la última jornada, el Mallorca descendió a Segunda División pese a ganar 4-2 al Real Valladolid con gol de Giovani. El resultado que finalmente le descendió fue el partido del Celta de Vigo que ganó 1-0 al R. C. D. Español y así condenó el Mallorca, que se quedó a un punto de la salvación.

### Villarreal C. F.
El 9 de julio de 2013 el Villarreal Club de Fútbol anunció la contratación del mexicano Giovani dos Santos. Terminó la temporada con 10 goles y 7 asistencias, que ayudaron al club a una sexta posición respetable tras su vuelta a primera división, clasificándose así para la UEFA Europa League. Fue el mejor jugador del Submarino durante su primera estancia junto con el defensor Mateo Musacchio.

### L. A. Galaxy

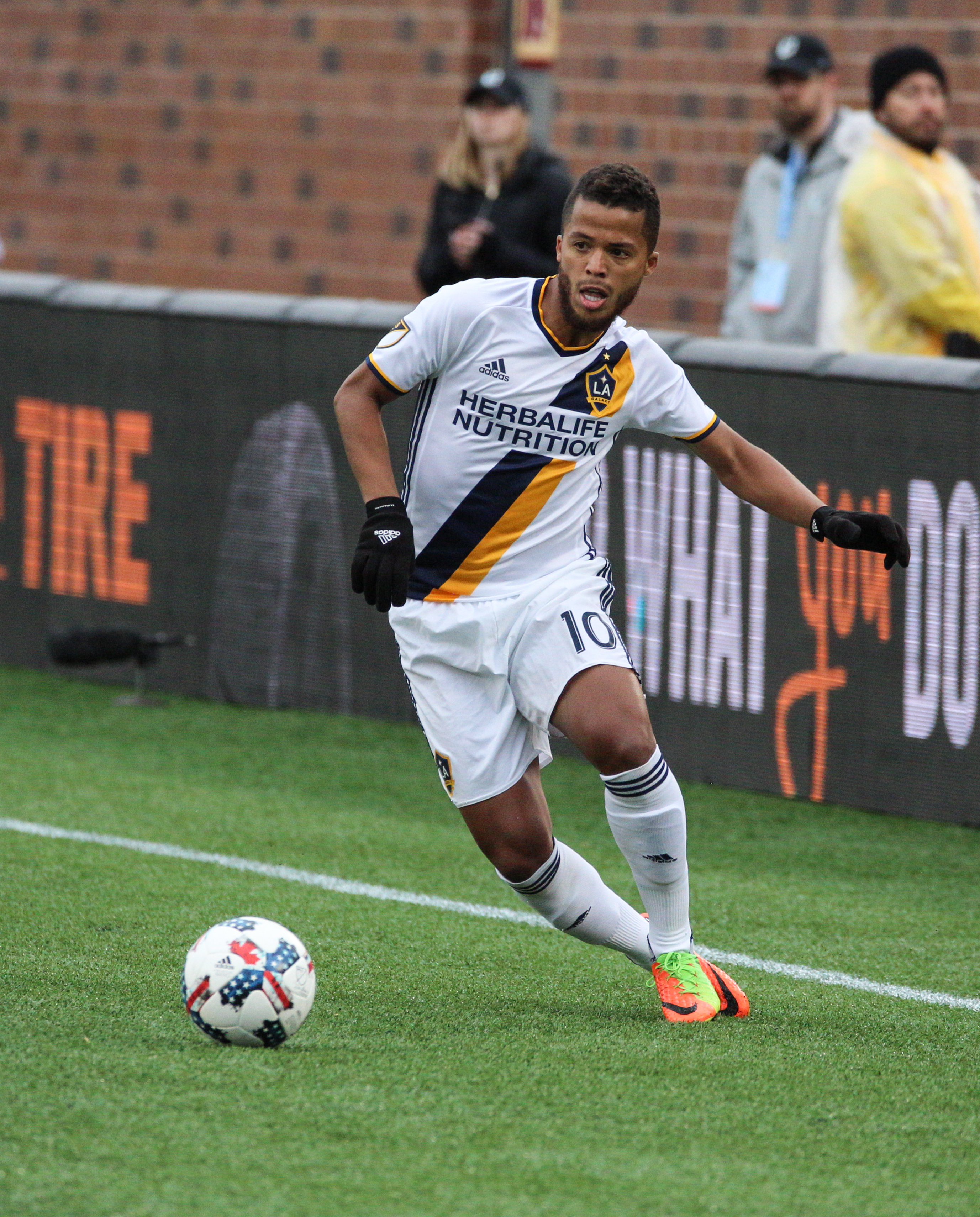
Giovani con el L. A. Galaxy

El 15 de julio del 2015, mientras se jugaba la Copa Oro 2015, Gio dos Santos llegó a un acuerdo con el equipo estadounidense para jugar con ellos durante 4 años. Además de ser el jugador estrella del equipo junto a Steven Gerrard y uno de los futbolistas mejor pagados de la MLS ganando €4.500.000 MDD al año.
El 8 de agosto del 2015 Gio debuta ingresando al minuto 56 por Alan Gordon del segundo tiempo en la victoria 3-1 ante Central FC en la Concachampions y al minuto 75' anota su primer gol con el L. A  Galaxy.
El 9 de agosto del 2015 Gio debutó en la MLS anotando 1 gol al minuto 64' en la victoria 3-1 ante Seattle Sounders, Gio dos Santos jugó 68 minutos.
El 1 de marzo de 2019 el L. A. Galaxy anunció el término de contrato del jugador mexicano con el club.

### Club América
Después de ya no entrar en planes de Guillermo Barros Schelotto, entrenador de Los Angeles Galaxy, el equipo angelino rescindió el contrato de Giovani dos Santos; el Club América oficializa el 6 de julio de 2019 la incorporación de Gio a su plantel con el dorsal 10 en su playera.
Debuta con las águilas en el partido el partido Houston Dynamo vs. América correspondiente a las semifinales de la Leagues Cup, finalmente el partido concluyó con victoria para la escuadra azulcrema con gol de Gio desde el punto penal.
El 29 de septiembre de 2019 sufrió una grave lesión en el partido América - Guadalajara (4-1), ésta fue provocada por una fuerte entrada de Antonio Briseño que terminó siendo expulsado durante 4 partidos, por su parte Giovani tuvo que someterse a una operación y se estimó que estaría fuera de las canchas un aproximado de 6 meses.

## Selección nacional
Obtuvo el título en la Copa del Mundo sub-17 Perú 2005. Su participación fue crucial para que la selección mexicana ganara el torneo el 2 de octubre de 2005, al derrotar en la final 3-0 a la selección brasileña. Su buen papel dentro de la cancha le valió ser considerado el segundo mejor jugador del torneo, por lo que recibió el Balón de Plata, quedando solo detrás del brasileño Anderson.
El 9 de septiembre de 2007 hizo su debut con la selección absoluta, ante la selección panameña en Puebla; el partido fue suspendido al terminar el primer tiempo debido a una lluvia excesiva, terminando con un resultado 1-0 a favor de la selección mexicana, el 24 de junio de 2009 anotó 2 goles a la selección venezolana en un encuentro amistoso, el 2 de junio de 2011 anotó 2 goles a la selección neozelandesa en un encuentro amistoso.
La selección de fútbol de México tuvo una destacada participación en la Copa Mundial de Fútbol Sub-20 que se realizó en Canadá, entre el 30 de junio y el 22 de julio de 2007. En cuartos de final su selección fue eliminada ante la selección de Argentina, el partido terminó 1-0. Como distinción individual, Fue elegido el tercer mejor jugador del torneo, recibiendo el Balón de Bronce; y además, en una encuesta realizada por la FIFA, designaron su primer gol en contra de Gambia, como el segundo mejor del Mundial Sub-20 celebrado en Canadá.
Fue incluido en la lista de 23 jugadores que jugarían la Copa Mundial de Fútbol de 2010. El 11 de junio de 2010 disputó su primer encuentro mundialista en el Estadio Soccer City, de Johannesburgo, en el partido inaugural ante la selección de Sudáfrica. El encuentro terminó en un empate por 1-1. Su segundo partido fue ante la Selección de Francia, siendo el resultado 2-0 a favor del tricolor. El siguiente partido fue ante la selección de Uruguay con un resultado de 1-0 a favor de los charrúas. Con este resultado, la selección mexicana pasó como segunda de grupo. En octavos de final quedó eliminada ante la Selección de Argentina, que ganó por 3-1.
El 8 de mayo de 2014, Gio fue incluido por el entrenador Miguel Herrera en la lista final de 23 jugadores que representaron a México en la Copa Mundial de Fútbol de 2014.
En el partido inicial de México en el Mundial contra Camerún, Giovani fue autor de 2 goles que fueron invalidados por fueras de lugar inexistentes. El árbitro del partido, Humberto Clavijo, fue suspendido por haber anulado los 2 goles de manera errónea, aun así el partido finalizó 1-0 a favor de México con un gol de Oribe Peralta. Días más tarde anotaría el único tanto mexicano que abrió el marcador en el partido de octavos de final ante Holanda que terminó 2-1 a favor de la naranja mecánica.
Fue convocado para jugar la Copa Mundial de Fútbol de 2018 disputada en Rusia, que sería su tercer Mundial. Jugó apenas 13 minutos frente a Corea del Sur, y México fue eliminado en los octavos de final.

### Participaciones en Copas del Mundo
| Mundial                               | Sede                     | Resultado                | Partidos | Goles | Asist. |
| ------------------------------------- | ------------------------ | ------------------------ | -------- | ----- | ------ |
| Copa Mundial de Fútbol Sub-17 de 2005 | Perú                     | Campeón                  | 6        | 0     | 6      |
| Copa Mundial de Fútbol Sub-20 de 2007 | Canadá                   | Cuartos de final         | 6        | 3     | 3      |
| Copa Mundial FIFA 2010                | Sudáfrica                | Octavos de final         | 4        | 0     | 0      |
| Copa Mundial FIFA 2014                | Brasil                   | Octavos de final         | 4        | 1     | 1      |
| Copa Mundial FIFA 2018                | Rusia                    | Octavos de final         | 1        | 0     | 0      |
| Total en Copas del Mundo              | Total en Copas del Mundo | Total en Copas del Mundo | 20       | 4     | 10     |

### Participaciones en Copa Confederaciones
| Copa                           | Sede                           | Resultado                      | Partidos | Goles |
| ------------------------------ | ------------------------------ | ------------------------------ | -------- | ----- |
| Copa Confederaciones 2013      | Brasil                         | Primera fase                   | 3        | 0     |
| Copa Confederaciones 2017      | Rusia                          | Cuarto lugar                   | 4        | 0     |
| Total en Copas Confederaciones | Total en Copas Confederaciones | Total en Copas Confederaciones | 6        | 0     |

### Participaciones en Copa América
| Copa                   | Sede                   | Resultado              | Partidos | Goles |
| ---------------------- | ---------------------- | ---------------------- | -------- | ----- |
| Copa América 2011      | Argentina              | Primera fase           | 3        | 0     |
| Total en Copas América | Total en Copas América | Total en Copas América | 3        | 0     |

### Participaciones en Copa de Oro de la CONCACAF
| Copa                  | Sede                    | Resultado             | Partidos | Goles | Asistencias |
| --------------------- | ----------------------- | --------------------- | -------- | ----- | ----------- |
| Copa de Oro 2009      | Estados Unidos          | Campeón               | 6        | 2     | 5           |
| Copa de Oro 2011      | Estados Unidos          | Campeón               | 6        | 3     | 0           |
| Copa de Oro 2015      | Canadá y Estados Unidos | Campeón               | 3        | 1     | 1           |
| Total en Copas de Oro | Total en Copas de Oro   | Total en Copas de Oro | 15       | 6     | 6           |

### Participación en Juegos Olímpicos de Londres 2012

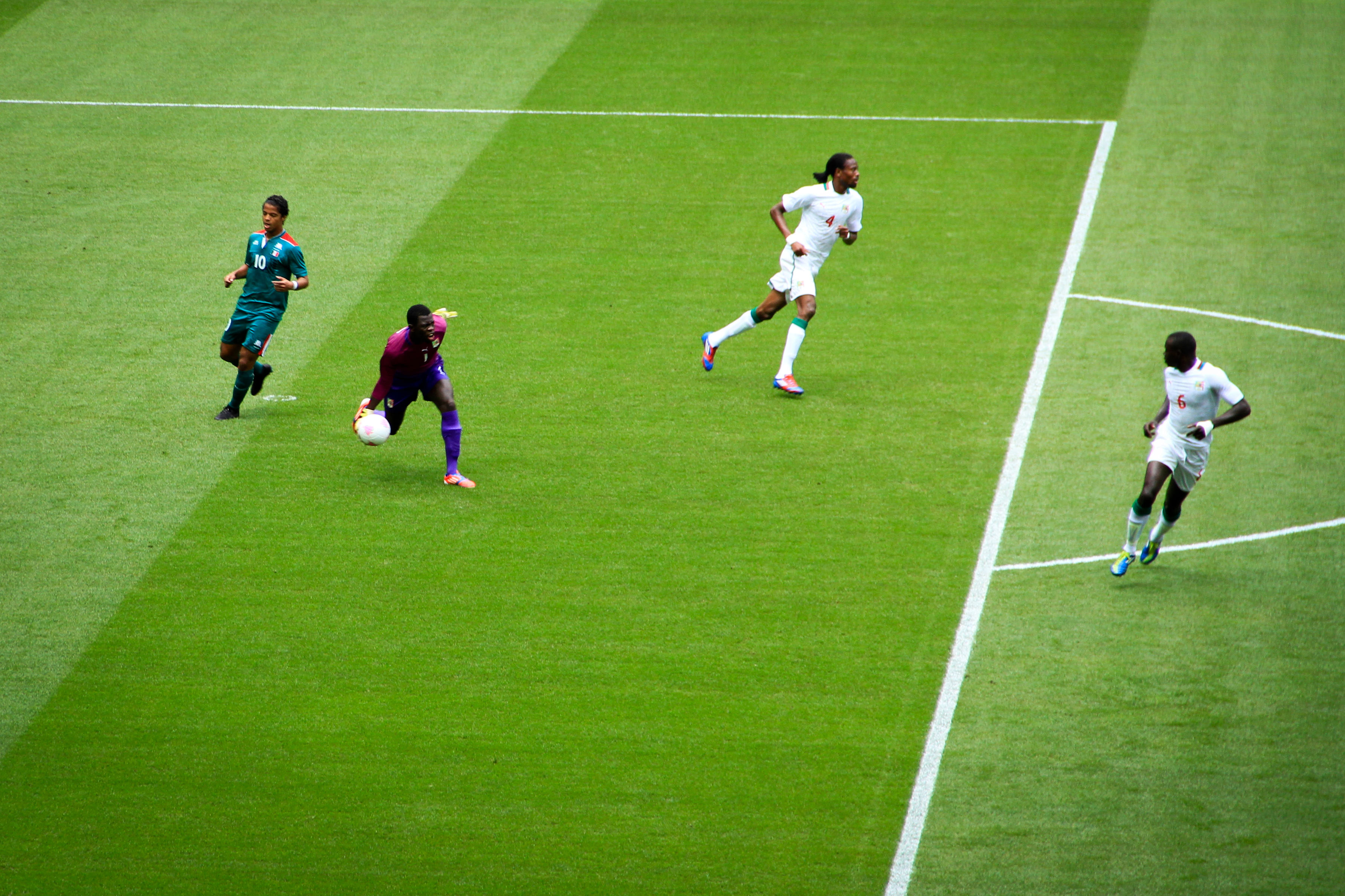
Giovani dos Santos (a la izquierda) durante un partido con la selección olímpica de México en los Juegos Olímpicos de Londres de 2012.

Tras la calificación de la selección mexicana Sub-23 al fútbol de los Juegos Olímpicos de Londres 2012, Dos Santos fue convocado oficialmente dentro de la lista de 18 jugadores del equipo dirigido por Luis Fernando Tena, que participó en el torneo al estar aún dentro del límite de edad establecido por la FIFA a todas las selecciones olímpicas y con una participación destacada logrando anotar 3 goles durante todos los partidos, sin embargo una lesión le impidió jugar la final del torneo contra la selección de Brasil, a pesar de haber sido una ausencia importante en dicha final la selección se adjudicó la medalla de oro.
| Fecha               | Rival         | Sede                 | Estadio            | Resultado                  |
| ------------------- | ------------- | -------------------- | ------------------ | -------------------------- |
| 26 de julio de 2012 | Corea del Sur | Newcastle-upon-Tyne  | St James' Park     | México 0 - 0 Corea del Sur |
| 29 de julio de 2012 | Gabón         | Coventry, Inglaterra | Ricoh Arena        | México 2 - 0 Gabón         |
| 1 de agosto de 2012 | Suiza         | Cardiff, Gales       | Millennium Stadium | México 1 - 0 Suiza         |
| 4 de agosto de 2012 | Senegal       | Londres, Inglaterra  | Wembley Stadium    | México 4 - 2 Senegal       |
| 7 de agosto de 2012 | Japón         | Londres, Inglaterra  | Wembley Stadium    | México 3 - 1 Japón         |

### Estadísticas
| Torneo                        | Resultado | Partidos | Goles | Asistencias |
| ----------------------------- | --------- | -------- | ----- | ----------- |
| Juegos Olímpicos Londres 2012 | Campeón   | 5        | 3     | 2           |

#### Goles internacionales
Marcadores y resultados..
| 1.  | 24 de junio del 2009     | Georgia Dome, Atlanta, Estados Unidos                 | Venezuela            | 2–0 | 4–0 | Amistoso                                             |
| 2.  | 24 de junio del 2009     | Georgia Dome, Atlanta, Estados Unidos                 | Venezuela            | 3–0 | 4–0 | Amistoso                                             |
| 3.  | 19 de julio del 2009     | Cowboys Stadium, Arlington, Estados Unidos            | Haití                | 2–0 | 4–0 | Copa Oro 2009                                        |
| 4.  | 26 de julio del 2009     | Giants Stadium, East Rutherford, Estados Unidos       | Estados Unidos       | 2–0 | 5–0 | Copa Oro 2009                                        |
| 5.  | 5 de septiembre del 2009 | Estadio Ricardo Saprissa, San José, Costa Rica        | Costa Rica           | 1–0 | 3–0 | Clasificación para la Copa Mundial de Fútbol de 2010 |
| 6.  | 12 de octubre del 2010   | Estadio Olímpico Benito Juárez, Ciudad Juárez, México | Venezuela            | 2–2 | 2–2 | Amistoso                                             |
| 7.  | 1 de junio del 2011      | Invesco Field at Mile High, Denver, Estados Unidos    | Nueva Zelanda        | 1–0 | 3–0 | Amistoso                                             |
| 8   | 1 de junio del 2011      | Invesco Field at Mile High, Denver, Estados Unidos    | Nueva Zelanda        | 2–0 | 3–0 | Amistoso                                             |
| 9.  | 9 de junio del 2011      | Bank of America Stadium, Charlotte, Estados Unidos    | Cuba                 | 2–0 | 5–0 | Copa Oro 2011                                        |
| 10. | 9 de junio del 2011      | Bank of America Stadium, Charlotte, Estados Unidos    | Cuba                 | 4–0 | 5–0 | Copa Oro 2011                                        |
| 11. | 25 de junio del 2011     | Rose Bowl, Pasadena, Estados Unidos                   | Estados Unidos       | 4–2 | 4–2 | Copa Oro 2011                                        |
| 12. | 31 de mayo del 2012      | Soldier Field, Chicago, Estados Unidos                | Bosnia y Herzegovina | 1–0 | 2–1 | Amistoso                                             |
| 13. | 3 de junio del 2012      | Cowboys Stadium, Arlington, Estados Unidos            | Brasil               | 1–0 | 2–0 | Amistoso                                             |
| 14. | 8 de junio del 2012      | Estadio Azteca, Ciudad de México, México              | Guyana               | 2–0 | 3–1 | Clasificación para la Copa Mundial de Fútbol de 2014 |
| 15. | 29 de junio del 2014     | Estadio Aderaldo Plácido Castelo, Fortaleza, Brasil   | Países Bajos         | 1–0 | 1–2 | Copa Mundial 2014                                    |
| 16. | 27 de junio del 2015     | Citrus Bowl, Orlando, Estados Unidos                  | Costa Rica           | 1–2 | 2–2 | Amistoso                                             |
| 17. | 9 de julio del 2015      | Soldier Field, Chicago, Estados Unidos                | Cuba                 | 6–0 | 6–0 | Copa Oro 2015                                        |
| 18. | 8 de octubre del 2016    | Nissan Stadium, Nashville, Estados Unidos             | Nueva Zelanda        | 1–0 | 2–1 | Amistoso                                             |
| 19. | 3 de junio del 2018      | Estadio Azteca, Ciudad de México, México              | Escocia              | 1–0 | 1–0 | Amistoso                                             |

## Estadísticas

### Clubes
- Actualizado el 30 de agosto de 2020

| Club                          | Temporada           | Liga  | Liga  | Liga   | Copa  | Copa  | Copa   | Torneos internacionales | Torneos internacionales | Torneos internacionales | Total | Total | Total  |
| Club                          | Temporada           | Part. | Goles | Asist. | Part. | Goles | Asist. | Part.                   | Goles                   | Asist.                  | Part. | Goles | Asist. |
| ----------------------------- | ------------------- | ----- | ----- | ------ | ----- | ----- | ------ | ----------------------- | ----------------------- | ----------------------- | ----- | ----- | ------ |
| F. C. Barcelona "B" España    | 2006/07             | 27    | 6     | 0      | -     | -     | -      | -                       | -                       | -                       | 27    | 6     | 0      |
| F. C. Barcelona "B" España    | Total               | 27    | 6     | 0      | -     | -     | -      | -                       | -                       | -                       | 27    | 6     | 0      |
| F. C. Barcelona España        | 2007/08             | 28    | 3     | 4      | 4     | 0     | 0      | 5                       | 1                       | 3                       | 37    | 4     | 7      |
| F. C. Barcelona España        | Total               | 28    | 3     | 4      | 4     | 0     | 0      | 5                       | 1                       | 3                       | 37    | 4     | 7      |
| Tottenham Hotspur Inglaterra  | 2008/09             | 6     | 0     | 0      | 2     | 0     | 0      | 4                       | 1                       | 0                       | 12    | 1     | 0      |
| Tottenham Hotspur Inglaterra  | 2009/10             | 1     | 0     | 0      | 2     | 0     | 1      | 0                       | 0                       | 0                       | 3     | 0     | 1      |
| Tottenham Hotspur Inglaterra  | 2010/11             | 3     | 0     | 0      | 1     | 0     | 0      | 1                       | 0                       | 0                       | 5     | 0     | 0      |
| Tottenham Hotspur Inglaterra  | 2011/12             | 7     | 0     | 1      | 2     | 1     | 1      | 4                       | 1                       | 1                       | 13    | 2     | 3      |
| Tottenham Hotspur Inglaterra  | Total               | 17    | 0     | 1      | 7     | 1     | 2      | 9                       | 2                       | 1                       | 33    | 3     | 4      |
| Ipswich Town F. C. Inglaterra | 2008/09             | 8     | 4     | 1      | -     | -     | -      | -                       | -                       | -                       | 8     | 4     | 1      |
| Ipswich Town F. C. Inglaterra | Total               | 8     | 4     | 1      | -     | -     | -      | -                       | -                       | -                       | 8     | 4     | 1      |
| Galatasaray S. K. Turquía     | 2009/10             | 14    | 0     | 3      | 2     | 0     | 0      | 2                       | 0                       | 0                       | 18    | 0     | 3      |
| Galatasaray S. K. Turquía     | Total               | 14    | 0     | 3      | 2     | 0     | 0      | 2                       | 0                       | 0                       | 18    | 0     | 3      |
| Racing de Santander España    | 2010/11             | 16    | 5     | 3      | -     | -     | -      | -                       | -                       | -                       | 16    | 5     | 3      |
| Racing de Santander España    | Total               | 16    | 5     | 3      | -     | -     | -      | -                       | -                       | -                       | 16    | 5     | 3      |
| R. C. D. Mallorca España      | 2012/13             | 29    | 6     | 7      | 3     | 0     | 0      | -                       | -                       | -                       | 32    | 6     | 7      |
| R. C. D. Mallorca España      | Total               | 29    | 6     | 7      | 3     | 0     | 0      | -                       | -                       | -                       | 32    | 6     | 7      |
| Villarreal España             | 2013/14             | 31    | 11    | 8      | 3     | 1     | 0      | -                       | -                       | -                       | 34    | 12    | 8      |
| Villarreal España             | 2014/15             | 26    | 1     | 3      | 7     | 1     | 1      | 7                       | 4                       | 3                       | 40    | 6     | 7      |
| Villarreal España             | Total               | 57    | 12    | 11     | 10    | 2     | 1      | 7                       | 4                       | 3                       | 74    | 18    | 15     |
| L. A. Galaxy Estados Unidos   | 2015                | 11    | 3     | 5      | 0     | 0     | 0      | 2                       | 1                       | 2                       | 13    | 4     | 7      |
| L. A. Galaxy Estados Unidos   | 2016                | 31    | 15    | 5      | 2     | 1     | 1      | 2                       | 0                       | 0                       | 35    | 16    | 6      |
| L. A. Galaxy Estados Unidos   | 2017                | 25    | 6     | 3      | 1     | 0     | 1      | 0                       | 0                       | 0                       | 26    | 6     | 4      |
| L. A. Galaxy Estados Unidos   | 2018                | 14    | 3     | 2      | 0     | 0     | 0      | 0                       | 0                       | 0                       | 14    | 3     | 2      |
| L. A. Galaxy Estados Unidos   | Total               | 81    | 27    | 15     | 3     | 1     | 2      | 4                       | 1                       | 2                       | 88    | 29    | 19     |
| C. América México             | 2019                | 21    | 2     | 2      | 0     | 0     | 0      | —                       | —                       | —                       | 21    | 2     | 2      |
| C. América México             | 2020                | 16    | 1     | 0      | 0     | 0     | 0      | 2                       | 0                       | 0                       | 18    | 1     | 0      |
| C. América México             | Total               | 37    | 3     | 2      | 0     | 0     | 0      | 2                       | 0                       | 0                       | 39    | 3     | 2      |
| Total en su carrera           | Total en su carrera | 314   | 66    | 47     | 29    | 4     | 5      | 29                      | 8                       | 9                       | 372   | 78    | 61     |

## Palmarés

### Campeonatos nacionales
| Título               | Club      | País           | Año  |
| -------------------- | --------- | -------------- | ---- |
| Supercopa de España  | Barcelona | España         | 2006 |
| Campeón de Campeones | América   | Estados Unidos | 2019 |

### Campeonatos internacionales
| Título              | Equipo              | Sede           | Año  |
| ------------------- | ------------------- | -------------- | ---- |
| Copa Mundial Sub-17 | Selección de México | Perú           | 2005 |
| Copa Oro CONCACAF   | Selección de México | Estados Unidos | 2009 |
| Copa Oro CONCACAF   | Selección de México | Estados Unidos | 2011 |
| Juegos Olímpicos    | Selección de México | Londres        | 2012 |
| Copa Oro CONCACAF   | Selección de México | Estados Unidos | 2015 |

### Campeonatos regionales
| Título        | Club      | Sede     | Año  |
| ------------- | --------- | -------- | ---- |
| Copa Cataluña | Barcelona | Cataluña | 2007 |

### Distinciones individuales
| Distinción                                                           | Año  |
| -------------------------------------------------------------------- | ---- |
| Balón de plata en la Copa Mundial de Fútbol Sub-17                   | 2005 |
| Premio Nacional del Deporte                                          | 2005 |
| Balón de bronce en la Copa Mundial de Fútbol Sub-20                  | 2007 |
| Mejor jugador de la Copa de Oro de la Concacaf                       | 2009 |
| XI Ideal de la Copa de Oro de la Concacaf                            | 2009 |
| Segundo mejor jugador Joven en la Copa Mundial de Fútbol de 2010     | 2010 |
| Mejor Gol de la Copa de Oro de la Concacaf                           | 2011 |
| Premio Nacional del Deporte                                          | 2012 |
| Mejor jugador del partido México - Camerún en el Mundial Brasil 2014 | 2014 |
| Nombrado el mejor jugador Latino de la J23 de la MLS                 | 2015 |
| XI Ideal de la MLS                                                   | 2016 |
| MLS All Star                                                         | 2016 |
| Premios Univision Deportes Jugador del Año de la MLS                 | 2016 |
| MLS All Star                                                         | 2017 |